# Medalha Nathan M. Newmark
A Medalha Nathan M. Newmark em engenharia é concedida anualmente para um pesquisador em reconhecimento de sua produção intelectual. A premiação foi instituída oficialmente em 1975, em honra de Nathan M. Newmark, com dividendos financeiros oriundos de doações efetuadas por seus antigos estudantes, em reconhecimento à qualidade da educação recebida sob sua orientação, na Universidade de Illinois. É concedida pela Sociedade Americana de Engenheiros Civis.

## Agraciados
| Ano  | Nome                 |  | Ano  | Nome                 |  | Ano  | Nome                     |  | Ano  | Nome                 |
| 1976 | John E. Goldberg     |  | 1977 | Melvin Baron         |  | 1978 | Anestis Stavrou Veletsos |  | 1979 | Ray Clough           |
| 1980 | Olgierd Zienkiewicz  |  | 1981 | Egor Popov           |  | 1982 | George W. Housner        |  | 1983 | Joseph Penzien       |
| 1984 | William J. Hall      |  | 1985 | Masanobu Shinozuka   |  | 1986 | Robert H. Scanlan        |  | 1987 | Emilio Rosenblueth   |
| 1988 | Alfredo Hua-Sing Ang |  | 1989 | Donald E. Hudson     |  | 1990 | Lawrence Goodman         |  | 1991 | Vitelmo Bertero      |
| 1992 | Paul C. Jennings     |  | 1993 | Anil Kumar Chopra    |  | 1994 | Jerome L. Sackman        |  | 1995 | Jose M. Roesset      |
| 1996 | Zdeněk Bažant        |  | 1997 | Wilfred Iwan         |  | 1998 | J. N. Reddy              |  | 1999 | Pol Dimitrios Spanos |
| 2000 | George C. Lee        |  | 2001 | Robert H. Dodds      |  | 2002 | Tsu T. Soong             |  | 2003 | Kaspar J. Willam     |
| 2004 | Theodore V. Galambos |  | 2005 | Dan M. Frangopol     |  | 2006 | Bruce R. Ellingwood      |  | 2007 | Sami F. Masri        |
| 2008 | George Z. Voyiadjis  |  | 2009 | Chandrakant S. Desai |  | 2010 | Howard S. Levine         |  | 2011 | Andrei M. Reinhorn   |
| 2012 | Yannis F. Dafalias   |  | 2013 | Somnath Ghosh        |  | 2014 | Herbert Mang             |  | 2015 | Michael Constantinou |
| 2016 | Mircea Dan Grigoriu  |  | 2017 | Xilin Lu             |  | 2018 | Billie F. Spencer        |  | 2019 | Bojan Guzina         |
| 2020 | Satish Nagarajaiah   |  | 2021 | Ahsan Kareem         |  | 2022 |                          |  | 2023 |                      |